# Travedona Monate
Travedona Monate (Trevedùne Munàa in dialetto varesotto, anche nota come Travedona) è un comune italiano di 3 832 abitanti della provincia di Varese in Lombardia. Il territorio comunale si affaccia sul lago di Monate.

## Storia

### Origine del nome
Il toponimo Travedona sembra avere origine dalla contrazione della frase dialettale Ure trav', dona!, "La trave, donna!". Tale avvertimento pronunciato da un pellegrino di passaggio avrebbe salvato la donna da una trave che cadendo la avrebbe travolta. Più probabilmente la prima parte del nome deriva dal latino intra ("oltre") o trans ("tra") e vedona ("abetona"), cioè "tra l'abetaia". Un'ipotesi poco condivisa lo ritiene derivante dal latino trapetum ("torchio"). La seconda parte, Monate, deriva dal nome latino di persona Mon(n)us con l'aggiunta del suffisso -ate o dal latino lamone, accrescitivo di lama, "palude", in riferimento al piccolo lago di Monate. La località di Monate fu annessa nel 1927, su ispirazione di un analogo provvedimento del 1809.

### Simboli
Lo stemma comunale, concesso assieme al gonfalone con decreto del presidente della Repubblica dell'8 ottobre 1976, raffigura una torre rossa mattonata di nero sulla cui cima domina un guerriero armato; con il capo d'azzurro, al sole nascente d'oro. Il gonfalone è un drappo troncato di rosso e di azzurro.

## Monumenti e luoghi d'interesse

### Architetture religiose
- Chiesa della Madonna della Neve a Monate, edificata tra il 1350 e il 1396
- Chiesa di San Vito a Travedona, ante 1569

### Architetture civili

#### Villa Brustio
Inserita in posizione panoramica in un ampio parco, villa Brustio è una dimora in stile eclettico, costruita nel corso del XIX secolo dalla famiglia Pirovano. Proprietà dei Rucellai fino al termine dell'Ottocento, la villa passò in seguito ai Visconti di Modrone e poi, nel 1952, ai Brustio. A questi ultimi si deve la demolizione di due torrette che, stravolgendo il progetto originario della villa, si trovavano ai lati della dimora stessa. Internamente, la villa conserva un'Ottocentesca scala con corrimano in ferro battuto.

## Società

### Evoluzione demografica
La popolazione di Travedona cambiò nel tempo:
- 469 nel 1751
- 769 nel 1805
- 1040 nel 1809 dopo annessione di Monate e Cazzago
- 832 nel 1853
- 1054 nel 1861
- 1549 nel 1901
- 1762 nel 1921

Abitanti censiti= 488

## Cultura

### Eventi
Tra le manifestazioni più importanti si ricorda la Festa di Monate, in occasione della patrona di Monate, ovvero la Madonna della Neve, che ricorre il 5 di agosto, festa di 3 giorni organizzata convenzionalmente il sabato, la domenica ed il lunedì a cavallo della prima domenica del mese di agosto di ogni anno, con gli spettacolari fuochi piro-musicali sul lago il lunedì sera, e la cuccagna sul lago la domenica pomeriggio.